# Micrathena
Micrathena är ett släkte av spindlar. Micrathena ingår i familjen hjulspindlar.

## Dottertaxa tillMicrathena, i alfabetisk ordning[1]
- Micrathena acuta
- Micrathena agriliformis
- Micrathena alvarengai
- Micrathena anchicaya
- Micrathena annulata
- Micrathena armigera
- Micrathena atuncela
- Micrathena balzapamba
- Micrathena bananal
- Micrathena banksi
- Micrathena beta
- Micrathena bicolor
- Micrathena bifida
- Micrathena bimucronata
- Micrathena bogota
- Micrathena brevipes
- Micrathena brevispina
- Micrathena cicuta
- Micrathena clypeata
- Micrathena coca
- Micrathena coroico
- Micrathena crassa
- Micrathena crassispina
- Micrathena cubana
- Micrathena cyanospina
- Micrathena decorata
- Micrathena digitata
- Micrathena donaldi
- Micrathena duodecimspinosa
- Micrathena elongata
- Micrathena embira
- Micrathena evansi
- Micrathena excavata
- Micrathena exlinae
- Micrathena fidelis
- Micrathena fissispina
- Micrathena flaveola
- Micrathena forcipata
- Micrathena funebris
- Micrathena furcata
- Micrathena furcula
- Micrathena furva
- Micrathena gaujoni
- Micrathena glyptogonoides
- Micrathena gracilis
- Micrathena guanabara
- Micrathena guayas
- Micrathena guérini
- Micrathena gurupi
- Micrathena hamifera
- Micrathena horrida
- Micrathena huanuco
- Micrathena jundiai
- Micrathena kirbyi
- Micrathena kochalkai
- Micrathena lata
- Micrathena lenca
- Micrathena lepidoptera
- Micrathena lindenbergi
- Micrathena lucasi
- Micrathena macfarlanei
- Micrathena margerita
- Micrathena marta
- Micrathena miles
- Micrathena militaris
- Micrathena mitrata
- Micrathena molesta
- Micrathena nigrichelis
- Micrathena ornata
- Micrathena parallela
- Micrathena patruelis
- Micrathena peregrinatorum
- Micrathena petrunkevitchi
- Micrathena pichincha
- Micrathena pilaton
- Micrathena plana
- Micrathena pungens
- Micrathena pupa
- Micrathena quadriserrata
- Micrathena raimondi
- Micrathena reali
- Micrathena reimoseri
- Micrathena rubicundula
- Micrathena rufopunctata
- Micrathena saccata
- Micrathena sagittata
- Micrathena schenkeli
- Micrathena schreibersi
- Micrathena sexspinosa
- Micrathena shealsi
- Micrathena similis
- Micrathena soaresi
- Micrathena spinosa
- Micrathena spinulata
- Micrathena spitzi
- Micrathena striata
- Micrathena stuebeli
- Micrathena swainsoni
- Micrathena teresopolis
- Micrathena triangularis
- Micrathena triangularispinosa
- Micrathena triserrata
- Micrathena tziscao
- Micrathena ucayali
- Micrathena vigorsi
- Micrathena zilchi